# Kisberzseny
Kisberzseny är en ort (by) i provinsen Veszprém i västra Ungern. Orten har 91 invånare (2024), på en yta av 5,29 km². Den ligger cirka 22 kilometer väster om Ajka.